# Université Ateneo de Manila
Pour les articles homonymes, voir Athénée.
L’université Ateneo de Manila est une université catholique des Philippines, fondée initialement en 1859 par la Compagnie de Jésus sous la forme d'une école secondaire appelée Ateneo de Manila (littéralement : Athénée de Manille), et devenue université en 1959. Son campus principal est situé dans la ville de Quezon, sur Katipunan Avenue.

## Description
L'Ateneo dispense des enseignements élémentaires, secondaires et universitaires dans diverses disciplines : arts, sciences humaines, affaires, droit, sciences sociales, théologie, sciences pures et appliquées. Elle est réputée pour le droit, la théologie, les sciences humaines et les sciences sociales.
L'Ateneo de Manila est considérée comme l'une des meilleures universités asiatiques[réf. nécessaire]. Elle figure parmi les meilleures universités du monde.
Le campus est situé sur une grande avenue avec tout ce dont les étudiants ont besoin : fast-food, café, restaurant, ...
La vie associative de l'Ateneo de Manille est très importante.

## Personnalités liées à l'université

### Professeurs
- Joaquin G. Bernas, professeur de droit constitutionnel, doyen de la faculté et conseiller de Corazon Aquino

### Étudiants
- José Rizal (1861-1896), héros de la lutte pour l'indépendance des Philippines ;
- Benigno Aquino III, ancien président ;
- Risa Hontiveros, journaliste, activiste et femme politique ;
- Inna Palacios, footballeuse internationale ;
- Aldo Carrascoso, entrepreneur philippin ;
- Camille Villar (1985-), femme politique ;
- Maria Lourdes Sereno, première femme juge en chef de la Cour suprême des Philippines.